# Dacia Nova
La Dacia Nova era un'autovettura di classe medio-bassa prodotta dalla casa automobilistica rumena Dacia dal 1995 al 2000.

## Storia

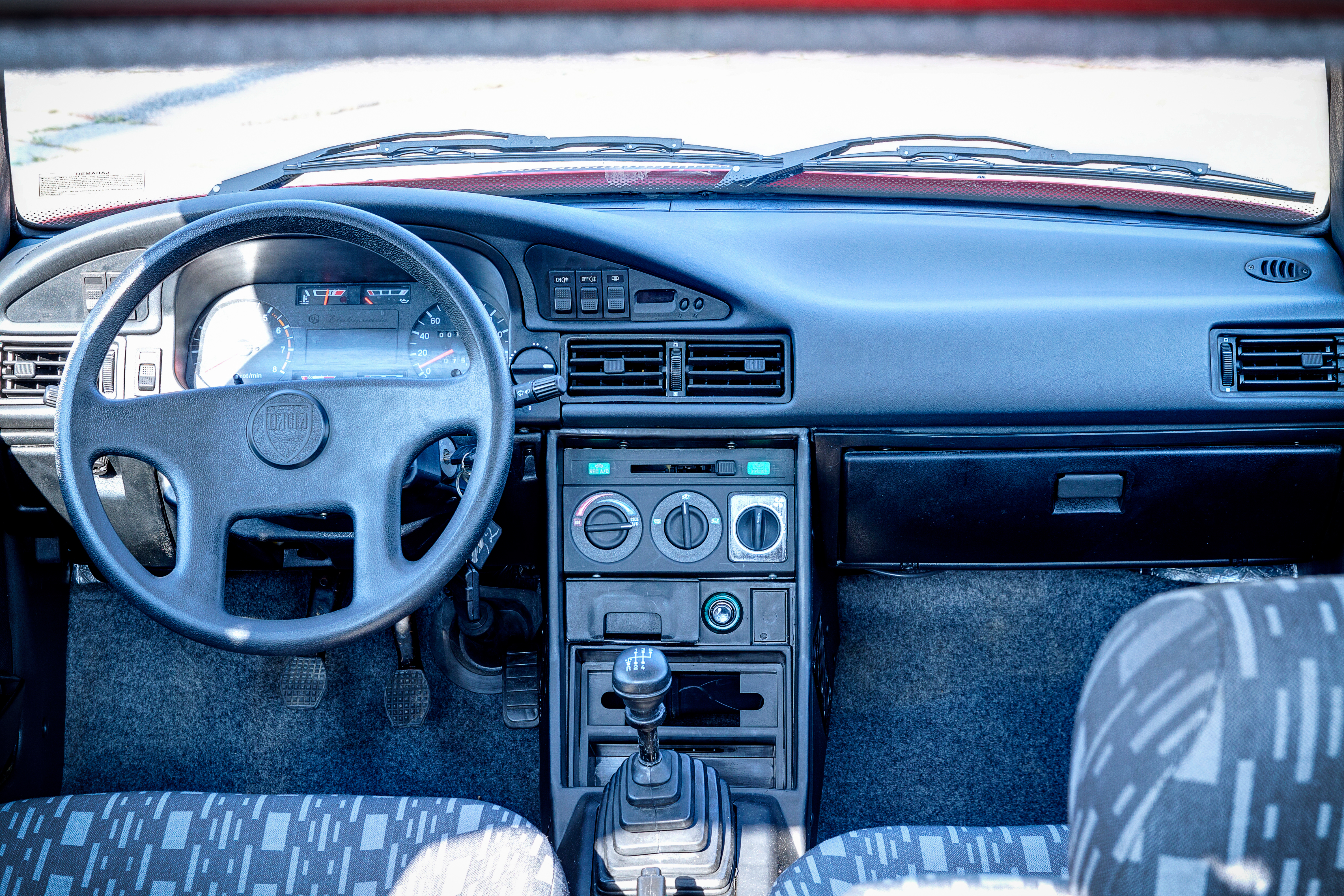
Interni

La Nova è stato il primo modello progettato esclusivamente da ingegneri romeni. A causa dei tempi di gestazione relativamente lunghi, quando l'auto uscì sul mercato nel 1995 risultò essere già vecchia.
Questo modello è un piccolo hatchback a trazione anteriore a 5 porte e 5 posti a sedere. In Romania si pensa che questo modello sia un derivato della Renault 11 o della Peugeot 309, ma in realtà l'unico componente di origine straniera è il motore (usato dalla Renault Clio).
Nel 1998 uscì la versione GTi equipaggiata dall'iniezione elettronica della Bosch che ridusse i consumi.
Dalla Dacia Nova è stato costruito il prototipo Nova MPV, la versione monovolume con 7 posti.

## Motori
| Nome    | Cilindrata (cm³) | Tipo          | Potenza                 | Coppia            | Velocità | Accelerazione (0–100 km/h) (s) | Consumo urbano (litri/100 km) | Consumo extraurbano (litri/100 km) |
| 1.4 GLi | 1397             | 8 valvole OHV | 65 hp, 48 Kw a 5500 rpm | 102 Nm a 3500 rpm | 150 km/h | 17                             | 10                            | 5.8                                |
| 1.6 GT  | 1557             | 8 valvole OHV | 72 hp, 52 Kw a 5500 rpm | 125 Nm a 2500 rpm | 160 km/h | 15.9                           | 11                            | 6                                  |
| 1.6 GTi | 1557             | 8 valvole OHV | 71 hp, 52 Kw a 5500 rpm | 121 Nm a 2500 rpm | 160 km/h | 15.9                           | 10                            | 6                                  |